# Emmanuel Sabbi
Emmanuel Afriyie Mario Sabbi (* 24. Dezember 1997 in Vicenza) ist ein US-amerikanisch-ghanaisch-italienischer Fußballspieler, der aktuell bei Vancouver Whitecaps spielt und US-amerikanischer Nationalspieler ist.

## Karriere

### Verein
Sabbi begann seine fußballerische Ausbildung bei Ohio Premier. Mit dem Verein erreichte er 2014 das Finale der USYS National Championships. Sabbi wurde Torschützenkönig und zum MVP des Turniers gewählt. Daraufhin wechselte er zu Chicago Magic. Zwei Jahre später, im Sommer 2016 unterschrieb er einen Jugendvertrag bei UD Las Palmas. Anschließend unterschrieb er dort einen Reservevertrag, obwohl er eigentlich in der University of Akron spielen sollte. Nur ein Jahr später wechselte er nach Dänemark zum Hobro IK. Am 17. September 2017 (9. Spieltag) debütierte er nach Einwechslung bei einer 1:5-Niederlage gegen den FC Midtjylland in der Superligaen für die Profimannschaft. Am ersten Spieltag der Abstiegsrunde in der Saison 2017/18 traf er gegen den Aarhus GF das erste Mal im Profibereich. Die gesamte Spielzeit über spielte er 17 Ligaspiele und traf dieses eine Mal. In der Spielzeit 2018/19 kam er auf 31 Einsätze und traf achtmal, davon dreimal in der Abstiegsrelegation, womit er einen wesentlichen Anteil zum Klassenerhalt beitrug. 2019/20 kam er dann 29 Mal in der Liga zum Zug und schoss sieben Tore.
Nach dem Abstieg von Hobro wechselte Sabbi zum ehemaligen Ligakonkurrenten Odense BK. Dort kam er in seiner Debütsaison auf 29 Einsätze, fünf Tore und drei Tore. In der Saison 2021/22 spielte er 30 Ligapartien, schoss drei Tore und legte vier Treffer auf. Im Pokal schoss er in acht Einsätzen vier Tore und verlor mit seiner Mannschaft das Finale im Elfmeterschießen gegen den FC Midtjylland. Anfang der Saison 2022/23 war Sabbi lange verletzt, traf anschließend jedoch achtmal in den letzten 19 Ligaspielen.
Im August wechselte er nach Frankreich zum Erstligaaufsteiger Le Havre AC. Sein Debüt in der Ligue 1 gab er am zweiten Spieltag nach Einwechslung bei einer 1:2-Niederlage gegen Stade Brest. In der folgenden eineinhalbjährigen Zeit absolvierte Sabbi 45 Ligaspiele, bevor er im Februar 2025 zu den Vancouver Whitecaps wechselte.

### Nationalmannschaft
Sabbi entschied sich schon früh für die US-amerikanische Nationalmannschaft. 2015 spielte er zehnmal für die U18-Nationalmannschaft, wobei er dreimal traf. Bei der CONCACAF U-20-Meisterschaft 2017 spielte Sabbi dreimal für das US-amerikanische U20-Team, wobei er einmal traf und mit seiner Mannschaft den Titel gewann. Wenige Monate später spielte er auch bei der U20-WM 2017 zweimal, schied jedoch mit dem Team im Viertelfinale aus. Im Jahr 2019 spielte er schließlich zwei Spiele für die U23-Nationalmannschaft. Am 29. Januar 2023 wurde er in einem Freundschaftsspiel gegen Kolumbien eingewechselt und debütierte für die A-Nationalmannschaft.

## Erfolge
Odense BK
- Dänischer Pokalfinalist: 2022

USA U20
- U20-Südamerikameister: 2017